# Gran Premio di Miami 2023
Il Gran Premio di Miami 2023 è stata la quinta prova della stagione 2023 del campionato mondiale di Formula 1. La gara si è corsa domenica 7 maggio al Miami International Autodrome di Miami Gardens, in Florida, negli Stati Uniti d'America, ed è stata vinta dall'olandese Max Verstappen su Red Bull Racing-Honda RBPT, al trentottesimo successo in carriera; Verstappen ha preceduto all'arrivo il suo compagno di squadra, il messicano Sergio Pérez, e lo spagnolo Fernando Alonso su Aston Martin Aramco-Mercedes.
All'intero weekend di gara hanno assistito 270 491 spettatori, allora nuovo record per il Gran Premio di Miami al Miami International Autodrome. Il precedente primato apparteneva all'edizione inaugurale del 2022, caratterizzata da una presenza di 242 955 spettatori nel fine settimana.

## Vigilia

### Aspetti tecnici
Per questo Gran Premio la Pirelli, fornitore unico degli pneumatici, offre la scelta tra gomme di mescola C2, C3 e C4, la tipologia di pneumatici che caratterizza la gamma centrale del genere di coperture messe a disposizione dall'azienda italiana, la stessa opzione l'ultima volta scelta nel Gran Premio d'Australia. La stessa scelta fu stabilita nell'edizione inaugurale del 2022 del Gran Premio. Prima del precedente Gran Premio d'Azerbaigian, la Pirelli nomina allo stesso tempo le mescole per i successivi Gran Premi di Emilia-Romagna, Monaco e Spagna.
La Federazione conferma le tre zone stabilite nell'edizione inaugurale dove è possibile l'utilizzo del Drag Reduction System. Esse sono collocate, rispettivamente, tra le curve 10 e 11, con detection point fissato dopo la curva 8, tra le curve 16 e 17, con detection point posto dopo la curva 16, e sul rettilineo principale dei box, con detection point stabilito dopo la curva 17. Insieme al circuito di Gedda, in Arabia Saudita, il Miami International Autodrome presenta tre zone per l'utilizzo del dispositivo mobile, fin dalla sua realizzazione.
La Federazione ha anche analizzato le zone del DRS durante il 2022, introducendo cambiamenti per il 2023 al fine di facilitare i sorpassi o renderli più difficili in alcuni circuiti in cui si riteneva che la zona in cui utilizzare il dispositivo mobile fosse troppo facile o difficile al fine di effettuare un sorpasso. Il Miami International Autodrome è uno dei tracciati oggetto di queste modifiche. Rispetto all'edizione inaugurale, i punti di attivazione del dispositivo mobile per la zona compresa tra la curva 10 e la curva 11 e per la zona compresa tra la curva 16 e la curva 17 vengono spostati 75 metri più avanti, venendo posizionati rispettivamente 105 metri dopo la curva 9 e 525 metri dopo la curva 16.
Rispetto al 2022, il tracciato è oggetto di alcune modifiche. Esso è stato completamente riasfaltato. Le vie di fuga sono state ridotte all'uscita della curva 1 sul lato sinistro, sul lato destro alla curva 4 e alla curva 7, e all'uscita della curva 11. In ogni zona interessata i muri e le barriere di protezione sono stati riallineati. I muri sono stati riallineati tra la curva 13 e la curva 14 sul lato destro, con l'apertura dell'accesso dei veicoli spostato più vicino alla curva 14. Una nuova parete curvata è stata installata all'apice della curva 14 sul lato sinistro. Il layout della curva 15 è stato modificato. I muri tra la curva 16 e la curva 17 sul lato sinistro, nell'area del ponte pedonale, sono stati riallineati. La linea d'uscita e d'ingresso della corsia dei box è stata accorciata. Prima dell'inizio della terza sessione di prove libere del sabato, un paletto viene installato sulla sinistra prima dell'entrata della corsia dei box e la parete curvata installata all'apice della curva 14 sul lato sinistro viene rimossa.
Prima dell'inizio della prima sessione di prove libere del venerdì, sulla vettura di Esteban Ocon viene installata la seconda unità relativa al motore a combustione interna, al turbocompressore, all'MGU-H e all'MGU-K, e la terza unità relativa all'impianto di scarico. Sulla vettura di Charles Leclerc viene installata la seconda unità relativa all'MGU-K, sulla vettura di Oscar Piastri viene installata la seconda unità relativa al sistema di recupero dell'energia e all'unità di controllo elettronico, e sulla vettura di Lando Norris viene installata la quarta unità relativa all'impianto di scarico. Tutti i piloti non sono penalizzati sulla griglia di partenza in quanto i nuovi componenti installati rientrano tra quelli utilizzabili nel numero massimo stabilito dal regolamento tecnico. Sulla vettura di Leclerc viene installata la seconda scatola del cambio e la seconda trasmissione. Il pilota monegasco della Ferrari non è penalizzato sulla griglia di partenza in quanto i nuovi componenti installati rientrano tra quelli utilizzabili nel numero massimo stabilito dal regolamento tecnico.

### Aspetti sportivi
Il Gran Premio rappresenta il quinto appuntamento stagionale a distanza di una settimana dalla disputa del Gran Premio d'Azerbaigian, quarta gara del campionato. Per la prima volta in stagione, il mondiale prevede la disputa di una prova a distanza di una settimana dall'altra. Dopo la disputa dell'appuntamento tra l'Europa orientale e l'Asia occidentale, il mondiale fa tappa per la prima volta in stagione negli Stati Uniti d'America. Il Gran Premio di Miami è la prima di tre prove calendarizzate nel mese di maggio, nonché la seconda volta consecutiva, dopo l'edizione inaugurale del 2022, che il Gran Premio viene disputato in questo mese, oltre ad essere, anche per questo campionato, la quinta prova dell'anno. Per il quarto weekend di gara consecutivo, il campionato disputa un appuntamento sulla tipologia di tracciato cittadino, ma il primo non permanente. Il contratto per la disputa della gara nel calendario mondiale, sempre al Miami International Autodrome, è valevole fino alla stagione 2031. Per la seconda edizione consecutiva, il Gran Premio è sponsorizzato dall'applicazione di scambio di criptovalute Crypto.com. A questa edizione assistono 270 491 spettatori nel corso del weekend di gara, il quale rappresenta il record assoluto per il Gran Premio. Il precedente primato apparteneva all'edizione precedente e inaugurale del 2022, caratterizzata da 242 955 spettatori nel fine settimana.
Il Gran Premio di Miami debuttò nel calendario del campionato mondiale di Formula 1 nella stagione precedente. Fu la cinquantatreesima denominazione utilizzata dalla categoria. Miami diventò, dopo Indianapolis dal 1950 al 1960 e dal 2000 al 2007, Sebring nel 1959, Riverside nel 1960, Watkins Glen dal 1961 al 1980, Long Beach dal 1976 al 1983, Las Vegas nel 1981 e nel 1982 e dal 2023, Detroit dal 1982 al 1988, Dallas nel 1984, Phoenix dal 1989 al 1991 e Austin dal 2012 al 2019 e dal 2021, l'undicesima località statunitense dalla stagione inaugurale della categoria nel 1950 a ospitare un evento dopo che la Formula 1 era tornata sul suolo americano nel 2012, con il tradizionale Gran Premio degli Stati Uniti d'America, per la prima volta dal 2007. Gli Stati Uniti d'America rafforzarono il proprio record di Gran Premi validi per il campionato mondiale di Formula 1 disputati in più sedi sul proprio territorio, utilizzando sei circuiti, per un totale di 71 gare ospitate tra le undici località, 60 Gran Premi e 11 edizioni della 500 Miglia di Indianapolis quali prove valide per il campionato mondiale. La massima categoria disputò un Gran Premio in Florida per la prima volta dalla stagione 1959. Per la prima volta nella storia della Formula 1, il Gran Premio venne ospitato da una comunità prevalentemente africana e americana.
Il Miami International Autodrome, un circuito cittadino non permanente situato a Miami Gardens, negli Stati Uniti d'America, ubicato negli immediati pressi dell'Hard Rock Stadium, a 14 miglia dal quartiere di Downtown Miami, fu il settantaseiesimo circuito a ospitare una gara valida per il campionato mondiale. Esso divenne il settimo circuito a debuttare nell'era turbo-ibrida iniziata nella stagione 2014, dopo l'autodromo di Soči proprio nello stesso campionato con il Gran Premio di Russia, il circuito di Baku nel 2016 con il Gran Premio d'Europa, l'autodromo internazionale del Mugello con il Gran Premio della Toscana e l'autódromo Internacional do Algarve con il Gran Premio del Portogallo nel 2020, il circuito di Lusail con il Gran Premio del Qatar e il circuito di Gedda con il Gran Premio d'Arabia Saudita nel 2021. Per questa edizione, gli organizzatori annunciano una serie di aggiornamenti della struttura del circuito: la zona del paddock viene ampliata, spostando le zone di ospitalità delle squadre sul campo all'interno dello stadio; a seguito dell'elevata domanda di biglietti per l'edizione inaugurale del Gran Premio, viene aumentata di 3 000 posti la capacità delle tribune, vengono aggiunte 61 nuove suite per l'ospitalità e sui box viene costruito un nuovo edificio permanente in grado di accogliere circa 6 000 spettatori. Dopo i problemi di aderenza riscontrati durante la prima edizione, si procede con la riasfaltatura dell'intero tracciato, con l'intento di migliorarne le condizioni.
La gara in Florida è il primo appuntamento dell'anno in cui il mondiale fa visita sul suolo statunitense. Le altre due prove calanderizzate sono il tradizionale Gran Premio degli Stati Uniti d'America a Austin, in ottobre, e il ritorno del Gran Premio di Las Vegas, collocato nel mese di novembre, penultima prova del mondiale, per la prima volta dalla stagione 1982, con la gara disputata in notturna e al sabato, per la quarta volta nella storia del mondiale, la prima dal Gran Premio del Sudafrica 1985, da corrersi su un nuovo tracciato cittadino tra le vie della Las Vegas Strip. Gli Stati Uniti d'America disputano così tre Gran Premi sul proprio territorio per la prima volta dalla stagione 1982 quando ebbero luogo il Gran Premio degli Stati Uniti d'America-Ovest a Long Beach, il Gran Premio degli Stati Uniti d'America-Est a Detroit e il Gran Premio di Las Vegas a Caesars Palace. L'unico altro Paese a ospitare ben tre gare sul proprio territorio nella storia della categoria fu l'Italia nella stagione 2020, condizionata dalla pandemia di COVID-19, che portò alla posticipazione e alla cancellazione di numerosi Gran Premi. Videro il loro debutto il Gran Premio dell'Emilia-Romagna a Imola e il Gran Premio della Toscana al Mugello, oltre alla disputa del tradizionale Gran Premio d'Italia a Monza. Considerando anche le gare non valide per il titolo, l'Italia ospitò tre gare di Formula 1, nello stesso anno, oltre al 2020, nel 1965, quando, oltre al Gran Premio d'Italia corso a Monza, vennero disputati il Gran Premio di Siracusa sull'omonimo tracciato e il Gran Premio del Mediterraneo, conosciuto anche come Gran Premio di Enna, tenutosi all'Autodromo di Pergusa della località omonima. Rispetto alla stagione precedente, in cui debuttò la gara di Miami, oltre alla disputa della prova a Austin, gli Stati Uniti d'America incrementano di un appuntamento il numero di gare previste sul proprio territorio per questo campionato.
Prima dell'inizio del campionato, la scuderia austriaca Red Bull Racing annuncia la partecipazione alle tre gare del mondiale che si tengono negli Stati Uniti d'America con tre particolari livree celebrative, diverse per ogni Gran Premio. Nel primo appuntamento a Miami il costruttore di Milton Keynes corre con una livrea che presenta inserti azzurri e fucsia sulle fiancate, per omaggiare la città, utilizzando i suoi colori divenuti simbolo grazie alla serie televisiva Miami Vice. La livrea speciale utilizzata è la settima della storia della Red Bull Racing in 19 anni di presenza in Formula 1 dopo il debutto nella categoria nella stagione 2005.
A partire da questo Gran Premio, la Federazione decide di cambiare la procedura del podio dopo quanto accaduto nel precedente Gran Premio d'Azerbaigian in cui il pilota francese dell'Alpine, Esteban Ocon, richiamato dalla squadra per effetturare un pit stop, nelle fasi finali della corsa, ha dovuto evitare alcuni membri del personale della FIA dentro la corsia dei box, pronti nella preparazione della procedura del podio. D'ora in poi, i meccanici delle squadre, qualsiasi altro personale o VIP non saranno più autorizzati a spostarsi dai loro garage al parco chiuso fino a quando l’ultima vettura non avrà preso la bandiera a scacchi. Nessun altro sarà autorizzato a entrare nell’area designata una volta che le vetture si trovano nel parco chiuso.
Il pilota australiano della McLaren, Oscar Piastri, quello locale della Williams, Logan Sargeant, quello olandese dell'AlphaTauri, Nyck de Vries, e quello tedesco della Haas, Nico Hülkenberg, gareggiano per la prima volta al Miami International Autodrome. In caso di arrivo a punti, il pilota olandese campione del mondo della Red Bull Racing, Max Verstappen, eguagliarebbe il tedesco Michael Schumacher al quarto posto di sempre per la più lunga serie ininterrotta di gare a punti, striscia iniziata nel Gran Premio dell'Emilia-Romagna 2022, la più lunga di qualsiasi altro pilota partecipante al campionato, dietro solo al britannico della Mercedes, Lewis Hamilton, autore di due strisce consecutive rispettivamente di 48 e 33 gare, e al finlandese Kimi Räikkönen con 27.
L'ex pilota di Formula 1, lo statunitense Danny Sullivan, è nominato commissario aggiunto per la gara. Ha svolto tale funzione anche in passato, l'ultima al Gran Premio di Gran Bretagna 2022. Sullivan fu designato commissario aggiunto anche nell'edizione inaugurale precedente. È la casa automobilistica inglese Aston Martin a fornire la safety car e la medical car.

## Prove

### Resoconto
La prima sessione di prove libere è comandata dalla Mercedes, che piazza i suoi due piloti nei primi due posti della graduatoria. La pista, riasfaltata, consente ai piloti di ottenere un tempo di un secondo migliore rispetto a quello dell'edizione precedente. Il migliore è George Russell, che batte, per due decimi, il compagno di team Lewis Hamilton. Le due vetture tedesche hanno colto il tempo nella parte finale della sessione, con gomme morbide, su una pista che era in miglioramento. Russell ha anche scontato, nella prima parte della sessione, un problema allo sterzo, che ha spinto il pilota a chiedere alla sua scuderia di tornare alla precedente versione. La Ferrari ha classificato Leclerc terzo e Sainz Jr. quinto; tra di due si è inserito Verstappen, che ha colto il tempo nella prima parte delle prove. Nico Hülkenberg, col nono tempo, è stato protagonista di un incidente: ha perso il controllo della sua monoposto alla terza curva, effettuando un testacoda e andando a sbattere contro le barriere. La necessità di rimuovere la vettura ha provocato l'interruzione delle prove con bandiera rossa.
Nel corso della prima sessione di prove libere del venerdì, Hamilton e Zhou Guanyu utilizzano l'assemblaggio di una trasmissione al di fuori dell'allocazione prevista secondo il regolamento tecnico. Entrambi i piloti non sono penalizzati sulla griglia di partenza in quanto tale operazione rientra tra quelle effettuabili nel numero massimo consentito dal regolamento tecnico.
Prima dell'inizio della seconda sessione di prove libere del venerdì, sulla vettura di Nyck de Vries viene installata la seconda scatola del cambio e la seconda trasmissione. Il pilota olandese dell'AlphaTauri non è penalizzato sulla griglia di partenza in quanto i nuovi componenti installati rientrano tra quelli utilizzabili nel numero massimo stabilito dal regolamento tecnico. Sulla vettura di Carlos Sainz Jr., George Russell e Lewis Hamilton viene installata la seconda unità relativa al sistema di recupero dell'energia e all'unità di controllo elettronico. Tutti e tre i piloti non sono penalizzati sulla griglia di partenza in quanto i nuovi componenti installati rientrano tra quelli utilizzabili nel numero massimo stabilito dal regolamento tecnico.
Nella seconda sessione il pilota più veloce è Max Verstappen, che precede il duo della Ferrari, che conferma le prestazioni della sessione del mattino, anche se le vetture italiane sembrano meno competitive nella simulazione di gara. Pérez, l'altro pilota della Red Bull Racing, dopo l'undicesimo posto della prima sessione, risale in quarta posizione, staccato di mezzo secondo dal tempo del compagno di team. Sono risultate meno performanti le Mercedes, che però si sono concentrate maggiormente sulle regolazioni per la gara. Charles Leclerc ha provocato l'esposizione della bandiera rossa, finendo con la sua vettura contro le barriere dopo aver perso il controllo alla curva 7. Il miglior tempo della sessione di Verstappen con 1'27"930 rappresenta il rilievo cronometrico più rapido del Miami International Autodrome. Il precedente record di 1'28"796 fu appannaggio di Leclerc, stabilito nelle qualifiche dell'edizione precedente e inaugurale del 2022.
L'Aston Martin è stata multata una volta da 100 euro e una volta da 400 euro dalla Federazione in quanto Lance Stroll ha superato, in due occasioni, il limite di velocità stabilito nella corsia dei box.
Prima dell'inizio della terza sessione di prove libere del sabato, sulla vettura di Max Verstappen viene installata la terza scatola del cambio e la terza trasmissione. Sulla vettura di Carlos Sainz Jr. la seconda scatola del cambio e la seconda trasmissione. Entrambi i piloti non sono penalizzati sulla griglia di partenza in quanto i nuovi componenti installati rientrano tra quelli utilizzabili nel numero massimo stabilito dal regolamento tecnico. Sulla vettura di Lando Norris, Lance Stroll e Alexander Albon viene installata la seconda unità relativa al sistema di recupero dell'energia e all'unità di controllo elettronico. Tutti e tre i piloti non sono penalizzati sulla griglia di partenza in quanto i nuovi componenti installati rientrano tra quelli utilizzabili nel numero massimo stabilito dal regolamento tecnico.
Verstappen ha colto il miglior tempo, anche nella sessione del sabato. Il campione del mondo si è concentrato sullo studio della prestazione sul giro secco, anche se ha evidenziato come le gomme morbide abbiano un rapido decadimento di prestazione. Leclerc è distante di quattro decimi, ma più rapido di un decimo rispetto all'altro pilota della Red Bull Racing, Pérez, e del compagno di squadra, Sainz Jr.. I due ferraristi hanno cercato di verificare la durata delle gomme morbide. Ancora in difficoltà le Mercedes, mentre le McLaren hanno colto posizioni di retroguardia, cercando il set up per il Gran Premio. Il miglior tempo della sessione di Verstappen con 1'27"535 rappresenta il rilievo cronometrico più rapido del Miami International Autodrome. Il precedente record di 1'27"930 fu appannaggio sempre dell'olandese, stabilito nella seconda sessione.

### Risultati
Nella prima sessione del venerdì si è avuta questa situazione:
| Pos | Nº | Pilota          | Costruttore | Tempo    | Gap    | Giri |
| --- | -- | --------------- | ----------- | -------- | ------ | ---- |
| 1   | 63 | George Russell  | Mercedes    | 1'30"125 |        | 18   |
| 2   | 44 | Lewis Hamilton  | Mercedes    | 1'30"337 | +0"212 | 24   |
| 3   | 16 | Charles Leclerc | Ferrari     | 1'30"449 | +0"324 | 23   |

Nella seconda sessione del venerdì si è avuta questa situazione:
| Pos | Nº | Pilota           | Costruttore                | Tempo    | Gap    | Giri |
| --- | -- | ---------------- | -------------------------- | -------- | ------ | ---- |
| 1   | 1  | Max Verstappen   | Red Bull Racing-Honda RBPT | 1'27"930 |        | 23   |
| 2   | 55 | Carlos Sainz Jr. | Ferrari                    | 1'28"315 | +0"385 | 26   |
| 3   | 16 | Charles Leclerc  | Ferrari                    | 1'28"398 | +0"468 | 20   |

Nella sessione del sabato mattina si è avuta questa situazione:
| Pos | Nº | Pilota          | Costruttore                | Tempo    | Gap    | Giri |
| --- | -- | --------------- | -------------------------- | -------- | ------ | ---- |
| 1   | 1  | Max Verstappen  | Red Bull Racing-Honda RBPT | 1'27"535 |        | 18   |
| 2   | 16 | Charles Leclerc | Ferrari                    | 1'27"941 | +0"406 | 26   |
| 3   | 11 | Sergio Pérez    | Red Bull Racing-Honda RBPT | 1'28"050 | +0"515 | 22   |

## Qualifiche

### Resoconto
I piloti della Haas, dell'Alfa Romeo e dell'AlphaTauri sono i primi ad affrontare la pista: Kevin Magnussen è il migliore, tanto da non venir battuto nemmeno dai piloti della McLaren e da George Russell. In seguito prende il comando Pérez, con Leclerc secondo, a 0"116 dal messicano. Sale quarto Carlos Sainz Jr., prima di essere battuto da Alonso. Rimonta in quinta posizione Magnussen, mentre Hülkenberg è undicesimo. Il danese, essendosi trovato sulla traiettoria di Hamilton, viene posto sotto indagine dai commissari. Charles Leclerc torna in vetta, con 1'27"895, mentre Ocon è sesto, e Russell si piazza tra i primi dieci. Anche Sainz Jr. disturba il giro rapido di Zhou Guanyu, mentre l'indagine su Magnussen viene rinviata al dopo qualifica. Sale al comando Verstappen, che ora precede Pérez. La buona velocità delle Haas è confermata dal quarto tempo di Hülkenberg; Yuki Tsunoda coglie l'ottavo tempo, mentre anche Albon entra nei primi dieci, così come Bottas e De Vries. Restano in zona eliminazione le Mercedes e le McLaren. Magnussen rimonta terzo, battuto da Leclerc e, poi, anche da Sainz Jr.; anche Logan Sargeant riesce a rientrare tra i qualificati. La FIA annuncia, nel frattempo, un'indagine anche su Sainz Jr.. Zhou sale nono, Esteban Ocon sesto, prima di essere preceduto da Bottas. Con l'ultimo tentativo entrano in Q2 anche i due piloti della Mercedes. Sono eliminati Norris, Tsunoda, Stroll, Piastri e Sargeant. Il tempo del pilota statunitense è a meno di nove decimi da quello di Pérez, secondo.
In Q2 Max Verstappen fa segnare il primo tempo di riferimento in 1'27"110; Pérez resta a 0"218. Terzo è Russell, ma staccato di un secondo. Il britannico è preceduto poi da Alonso e da Nico Hülkenberg. Anche Magnussen è più veloce dei piloti della Mercedes. Ocon e Gasly sono quarti e quinti, davanti le due Haas. Risale quarto Leclerc, mentre Sainz Jr. fa meglio, col secondo tempo. A cinque minuti dal termine della sessione le due Mercedes risultano non qualificate per la fase finale. Sergio Pérez tocca con la vettura il muretto, alla curva 4, ma senza danni apparenti alla monoposto. Zhou Guanyu è decimo, con l'altro pilota dell'Alfa Romeo, Bottas, sesto, a soli 0"050 da Leclerc. Il monegasco si prende la migliore prestazione (1'26"964). Magnussen rimonta sesto, Alonso al terzo posto. Verstappen è capace di migliorare la prestazione di Leclerc. Non accedono alla fase decisiva Albon, Hülkenberg, Hamilton, Zhou e De Vries.
Verstappen deve abortire il suo primo tentativo, dopo un errore. Pérez si piazza al primo posto, con 1'26"841; alle sue spalle c'è Ocon, prima che Fernando Alonso e Russell s'intercalino fra i due. Anche Gasly batte il tempo del compagno di team, ed è terzo. In seguito Magnussen prende la posizione al transalpino, mentre anche Leclerc commette un errore, ed è solo sesto. Sainz Jr. è più veloce, e si pone terzo. Le qualifiche vengono interrotte dopo che Leclerc esce di pista alla settima curva. La sessione, quando manca solo 1 minuto e 36 secondi al termine, viene definitivamente dichiarata conclusa. Pérez conquista la pole position, accompagnato in prima fila da Alonso. Verstappen e Bottas, senza tempi, partono dalla quinta fila.
Per il messicano è la terza pole position in carriera, la prima su un circuito diverso da quello di Gedda, la seconda della stagione dopo quella ottenuta nel Gran Premio d'Arabia Saudita. Per la Red Bull Racing, alla prima partenza in prima posizione nel Gran Premio di Miami, è l'ottantacinquesima partenza al palo, la quarta stagionale e la prima da quella ottenuta nel Gran Premio d'Australia con Verstappen. Alonso, secondo, ottiene la partenza in prima fila in un Gran Premio corso negli Stati Uniti d'America dalla seconda posizione del Gran Premio degli Stati Uniti d'America 2007 con la McLaren sul circuito di Indianapolis. Sainz Jr. è terzo in quel che è la prima partenza in stagione nelle prime tre posizioni. La quarta posizione di Magnussen rappresenta la prima partenza nelle prime quattro posizioni in un Gran Premio per la scuderia locale Haas. Il danese partì primo nella Sprint del Gran Premio di San Paolo 2022 e nei primi quattro posti in quella del Gran Premio dell'Emilia-Romagna 2022. Magnussen, alla prima apparizione in Q3 in stagione, partì nei primi quattro due volte in precedenza, nella stagione 2014 con la McLaren nei Gran Premi di Australia e Germania. Gasly è quinto, nella sua migliore qualifica dell'anno, mentre Russell sesto. Leclerc è settimo, dopo essere stato autore di un incidente due volte nello stesso weekend. Il monegasco parte dalla stessa posizione da dove iniziò il Gran Premio d'Australia, nel quale fu ritirato nel corso del primo giro. Ocon è qualificato ottavo, posizione dove terminò la precedente edizione della gara dopo essere partito ultimo. Verstappen è qualificato nono. L'ultimo pilota a vincere la gara partendo da questa posizione fu Niki Lauda nel Gran Premio di Francia 1984. Nella storia della categoria, solo quattro gare sono state vinte da piloti partiti dalla nona piazza. Con la decima posizione di Bottas, l'Alfa Romeo presenta una vettura in Q3 per la prima volta durante il campionato. Albon, undicesimo, manca all'accesso al Q3 per 0"052. Hülkenberg, dodicesimo, è stato battuto in qualifica dal compagno di scuderia Magnussen, quarto, per la prima volta in stagione. Hamilton, tredicesimo, manca l'accesso al Q3 per la prima dal Gran Premio dell'Emilia-Romagna 2022. Per il britannico è stata la peggiore qualifica di sempre in un Gran Premio corso negli Stati Uniti d'America. Norris, sedicesimo, e Tsunoda, diciassettesimo, solo eliminati in Q1 dopo aver raggiunto il Q3 nel precedente Gran Premio d'Azerbaigian. L'eliminazione di Norris in questa fase è stata solamente la terza della sua carriera al primo tentativo, la seconda della stagione. Con la diciannovesima posizione di Piastri, entrambe le McLaren sono eliminate in Q1 per la prima volta dal Gran Premio del Brasile 2018. Il pilota locale Sargeant è qualificato ultimo. Per la seconda volta in stagione la Mercedes non presenta almeno una vettura nei primi cinque con la sesta posizione di Russell e la tredicesima di Hamilton. L'età media della prima fila composta da Pérez e Alonso, la stessa del Gran Premio d'Arabia Saudita, è di trentasette anni. Stroll terminò decimo dopo essere partito dalla pit lane nell'edizione precedente. Tra il tempo più rapido di Verstappen e quello più lento di Sargeant in Q1 c'è stato un distacco di soli 1"214, poco distante dal record di 1"188 tra il più rapido Sainz Jr. e il più lento Gasly nella stessa fase del Gran Premio del Bahrein. Il miglior tempo della Q2 di Verstappen con 1'26"814 rappresenta il rilievo cronometrico più rapido del Miami International Autodrome. Il precedente record di 1'27"535 fu appannaggio sempre dell'olandese, stabilito nella terza sessione di prove libere.
Al termine delle qualifiche, Kevin Magnussen e Lewis Hamilton vengono convocati dai commissari sportivi a seguito di un'incompresione tra i due piloti alla curva 17, durante la Q1. Entrambi i piloti non ricevono sanzioni.

### Risultati
Nella sessione di qualifica si è avuta questa situazione:
| Pos                         | Nº | Pilota           | Costruttore                  | Q1       | Q2       | Q3          | Griglia |
| --------------------------- | -- | ---------------- | ---------------------------- | -------- | -------- | ----------- | ------- |
| 1                           | 11 | Sergio Pérez     | Red Bull Racing-Honda RBPT   | 1'27"713 | 1'27"328 | 1'26"841    | 1       |
| 2                           | 14 | Fernando Alonso  | Aston Martin Aramco-Mercedes | 1'28"179 | 1'27"097 | 1'27"202    | 2       |
| 3                           | 55 | Carlos Sainz Jr. | Ferrari                      | 1'27"686 | 1'27"148 | 1'27"349    | 3       |
| 4                           | 20 | Kevin Magnussen  | Haas-Ferrari                 | 1'27"809 | 1'27"673 | 1'27"767    | 4       |
| 5                           | 10 | Pierre Gasly     | Alpine-Renault               | 1'28"061 | 1'27"612 | 1'27"786    | 5       |
| 6                           | 63 | George Russell   | Mercedes                     | 1'28"086 | 1'27"743 | 1'27"804    | 6       |
| 7                           | 16 | Charles Leclerc  | Ferrari                      | 1'27"713 | 1'26"964 | 1'27"861    | 7       |
| 8                           | 31 | Esteban Ocon     | Alpine-Renault               | 1'28"872 | 1'27"444 | 1'27"935    | 8       |
| 9                           | 1  | Max Verstappen   | Red Bull Racing-Honda RBPT   | 1'27"363 | 1'26"814 | senza tempo | 9       |
| 10                          | 77 | Valtteri Bottas  | Alfa Romeo-Ferrari           | 1'27"864 | 1'27"564 | senza tempo | 10      |
| 11                          | 23 | Alexander Albon  | Williams-Mercedes            | 1'28"234 | 1'27"795 | N.D.        | 11      |
| 12                          | 27 | Nico Hülkenberg  | Haas-Ferrari                 | 1'27"945 | 1'27"903 | N.D.        | 12      |
| 13                          | 44 | Lewis Hamilton   | Mercedes                     | 1'27"846 | 1'27"975 | N.D.        | 13      |
| 14                          | 24 | Zhou Guanyu      | Alfa Romeo-Ferrari           | 1'28"180 | 1'28"091 | N.D.        | 14      |
| 15                          | 21 | Nyck de Vries    | AlphaTauri-Honda RBPT        | 1'28"325 | 1'28"395 | N.D.        | 15      |
| 16                          | 4  | Lando Norris     | McLaren-Mercedes             | 1'28"394 | N.D.     | N.D.        | 16      |
| 17                          | 22 | Yuki Tsunoda     | AlphaTauri-Honda RBPT        | 1'28"429 | N.D.     | N.D.        | 17      |
| 18                          | 18 | Lance Stroll     | Aston Martin Aramco-Mercedes | 1'28"476 | N.D.     | N.D.        | 18      |
| 19                          | 81 | Oscar Piastri    | McLaren-Mercedes             | 1'28"484 | N.D.     | N.D.        | 19      |
| 20                          | 2  | Logan Sargeant   | Williams-Mercedes            | 1'28"577 | N.D.     | N.D.        | 20      |
| Tempo limite 107%: 1'33"478 |    |                  |                              |          |          |             |         |

In grassetto sono indicate le migliori prestazioni in Q1, Q2 e Q3.

## Gara

### Resoconto
Sergio Pérez parte correttamente e mantiene il comando. Alle sue spalle si pone Fernando Alonso, che precede il connazionale Sainz Jr.. Nel corso del primo giro Magnussen cede ben tre posizioni, a Pierre Gasly, Russell e, infine, a Leclerc. Nel terzo giro il danese recupera su Leclerc; il monegasco si riprende la posizione ma, giunto sul traguardo, subisce il doppio sorpasso del pilota della Haas e di Max Verstappen, che così si piazza in sesta posizione. La rimonta del campione del mondo continua al nono giro, quando supera George Russell, sulla cui vettura si presentano delle vibrazioni. Nel giro successivo il pilota della Red Bull Racing ha la meglio anche su Gasly. Il francese viene attaccato anche da Russell, perdendo così un ulteriore posto.
Dopo undici giri Sergio Pérez ha 1"8 secondi di margine su Alonso, 2"8 su Sainz Jr. e 4"8 su Verstappen. Più indietro s'infiamma la lotta tra Magnussen e Leclerc, col monegasco che avrà la meglio solo con la sosta del pilota danese. Verstappen supera Sainz Jr., in staccata, al quattordicesimo passaggio. Il campione del mondo scala in seconda posizione, al quindicesimo giro, dopo un ennesimo sorpasso, questa volta ai danni di Fernando Alonso. Al diciottesimo giro si fermano, per la sosta, anche Russell e Leclerc. Il giro successivo si ferma Sainz Jr., che era molto vicino ad Alonso. Al ventunesimo giro si ferma anche Pérez. Il messicano opta, come i suoi avversari, per le gomme hard, nel tentativo di chiudere il Gran Premio senza altre soste. Tra il ventesimo e ventunesimo giro Sainz Jr. recupera due posizioni, passando Lewis Hamilton e Hülkenberg. Verstappen crea subito un certo margine sugli inseguitori, lasciando Alonso a quasi quattro secondi, e Pérez a 18.
Al venticinquesimo giro Alonso effettua la sua sosta, rientrando in pista alle spalle di Sainz Jr.. Il pilota della Ferrari è però penalizzato di cinque secondi, per eccesso di velocità al momento dell'entrata ai box, per il suo pit stop. Dopo 26 giri Verstappen conduce con 16 secondi di margine su Pérez, che precede Esteban Ocon, Sainz Jr., Alonso e Hamilton. Alonso passa Sainz Jr. e, poco dopo, anche Ocon. Il francese viene superato anche da Sainz Jr., al trentesimo giro. Due giri dopo Russell supera Hamilton, e sale sesto. La rimonta del britannico prosegue passando Ocon e Sainz Jr.. A centro gruppo si ripropone la sfida tra Charles Leclerc e Magnussen, col ferrarista che prende la decima posizione, al trentanovesimo giro. Un giro dopo c'è la sosta per Ocon. Poco prima si era fermato anche Hamilton. Verstappen, che non ha effettuato la sosta, inanella giri veloci, fino a quando, al quarantaseiesimo giro, si ferma, per montare gomme medie. L'olandese rientra in pista, seppur di poco, alle spalle di Pérez. Verstappen attacca presto il compagno di scuderia, che riesce a difendersi, per un paio di giri, prima di dover cedere la testa della corsa. Al cinquantatreesimo giro Leclerc prende la sesta posizione a Gasly, ma deve cederla, poco dopo, a Lewis Hamilton.
Max Verstappen vince il trentottesimo Gran Premio in carriera, la terza vittoria stagionale e la prima da quella ottenuta nel Gran Premio d'Australia. L'olandese bissa il successo ottenuto nell'edizione inaugurale del Gran Premio di Miami. Per la Red Bull Racing è la quinta vittoria consecutiva in stagione su altrettante gare, la novantasettesima della propria storia, nonché la ventiseiesima doppietta grazie al secondo posto di Pérez, la quarta della stagione e la seconda consecutiva dopo quella del precedente Gran Premio d'Azerbaigian. La scuderia di Milton Keynes è vittoriosa nella seconda edizione consecutiva del Gran Premio dopo aver vinto quella inaugurale proprio con Verstappen. Per Pérez il secondo posto, che rappresenta il trentesimo podio in carriera, è stato il miglior risultato in assoluto nel suo continente natale, l'America del Nord. Il messicano termina nei primi due posti in quattro delle cinque gare del campionato fin qui disputate. Alonso termina terzo in quel che è stato il suo quarto podio della stagione in cinque gare disputate. Lo spagnolo ottiene più podi in questa stagione di quelli conquistati nelle precedenti sette stagioni messe insieme. Per Alonso è il primo podio in un Gran Premio corso negli Stati Uniti d'America dalla terza posizione ottenuta nel Gran Premio degli Stati Uniti d'America 2012 con la Ferrari. Russell è quarto e eguaglia il miglior risultato stagionale del Gran Premio d'Arabia Saudita. Il suo compagno di scuderia Hamilton è sesto, come nell'edizione inaugurale della gara, e come nel precedente Gran Premio d'Azerbaigian, dopo aver guadagnato sette posizioni dalla sua posizione di partenza. Leclerc termina settimo, la stessa posizione da cui è partito, e lo stesso piazzamento del Gran Premio d'Arabia Saudita. Gasly, ottavo, ottiene punti in un Gran Premio disputato negli Stati Uniti d'America per la prima volta in carriera. Il francese eguaglia il miglior risultato stagionale dell'Alpine in campionato, l'ottavo posto appannaggio di Ocon nel Gran Premio d'Arabia Saudita. Magnussen è decimo per la seconda volta in stagione dopo l'arrivo in questa posizione nel Gran Premio d'Arabia Saudita. La Haas ottiene punti in tre delle cinque gare fin qui corse. Tsunoda, undicesimo, termina in questa posizione per la quarta volta nelle ultime sei gare disputate. Nelle altre due corse, il giapponese ha concluso in decima piazza. Il pilota locale Sargeant è ultimo classificato. Sainz Jr. è il pilota più alto classificato nel mondiale piloti, al quinto posto generale, senza aver terminato a podio in stagione. Fin dall'inizio del campionato precedente, Verstappen ha vinto da otto posizioni differenti in griglia di partenza. L'olandese, che eguaglia le trentotto vittorie di Sebastian Vettel con la Red Bull Racing, è solamente il quinto pilota nella storia della categoria ad aver vinto un Gran Premio partendo dalla nona posizione, per la prima volta dalla vittoria di Niki Lauda nel Gran Premio di Francia 1984. Per Verstappen è stato il ventiquattresimo Gran Premio consecutivo terminato a punti, eguagliando il tedesco Michael Schumacher al quarto posto di sempre per la più lunga serie ininterrotta di gare a punti, striscia iniziata nel Gran Premio dell'Emilia-Romagna 2022, la più lunga di qualsiasi altro pilota partecipante al campionato, dietro solo a Hamilton, autore di due strisce consecutive rispettivamente di 48 e 33 gare, e al finlandese Kimi Räikkönen con 27. Il leader della classifica piloti vince per la quarta volta consecutiva un Gran Premio disputato negli Stati Uniti d'America. Verstappen ha trionfato nelle ultime due edizioni del Gran Premio degli Stati Uniti d'America e in quella inaugurale del Gran Premio di Miami. La Red Bull Racing ottiene una doppietta nel giorno del cinquantaseiesimo compleanno del direttore sportivo Jonathan Wheatley. La scuderia austriaca, con la quarta doppietta stagionale, si trova a una lunghezza dal record delle cinque doppiette registrate in un'intera stagione, ottenute nel corso del 2022. Alonso ha effettuato la trecentosessantesima partenza in un Gran Premio di Formula 1, estendendo il record del maggior numero di avvii in una gara della categoria su Räikkönen, autore di trecentoquarantanove partenze. Per la quattordicesima volta nella storia della massima categoria, di cui le ultime dieci gare a partire dal 2015, non si sono verificati ritiri, occorrenza verificatasi per l'ultima volta nel Gran Premio d'Ungheria 2022 in cui Bottas fu l'unico pilota a non tagliare il traguardo per un problema al motore, ma fu comunque classificato per aver coperto il 90% della distanza di gara. Oltre agli zero ritiri, il Gran Premio non è stato oggetto dell'uso di bandiere gialle o della safety car. Il giro più veloce della gara di 1'29"708 realizzato da Verstappen rappresenta il rilievo cronometrico più rapido in gara del Miami International Autodrome. Il precedente record di 1'31"361 fu appannaggio sempre del campione del mondo, stabilito l'anno precedente.
Sono stati cancellati sette tempi dai commissari sportivi ai piloti per non aver rispettato i limiti della pista, durante la gara. Si sono visti cancellare il tempo due volte Alexander Albon (entrambe le volte alla curva 6), una volta Esteban Ocon (alla curva 15), Lance Stroll (alla curva 11), Logan Sargeant (alla curva 15), Kevin Magnussen (alla curva 15) e Carlos Sainz Jr. (alla curva 7).

### Risultati
I risultati del Gran Premio sono i seguenti:
| Pos | Nº | Pilota           | Costruttore                  | Giri | Tempo/Ritiro | Griglia | Punti |
| --- | -- | ---------------- | ---------------------------- | ---- | ------------ | ------- | ----- |
| 1   | 1  | Max Verstappen   | Red Bull Racing-Honda RBPT   | 57   | 1h27'38"241  | 9       | 26    |
| 2   | 11 | Sergio Pérez     | Red Bull Racing-Honda RBPT   | 57   | +5"384       | 1       | 18    |
| 3   | 14 | Fernando Alonso  | Aston Martin Aramco-Mercedes | 57   | +26"305      | 2       | 15    |
| 4   | 63 | George Russell   | Mercedes                     | 57   | +33"229      | 6       | 12    |
| 5   | 55 | Carlos Sainz Jr. | Ferrari                      | 57   | +42"511      | 3       | 10    |
| 6   | 44 | Lewis Hamilton   | Mercedes                     | 57   | +51"249      | 13      | 8     |
| 7   | 16 | Charles Leclerc  | Ferrari                      | 57   | +52"988      | 7       | 6     |
| 8   | 10 | Pierre Gasly     | Alpine-Renault               | 57   | +55"670      | 5       | 4     |
| 9   | 31 | Esteban Ocon     | Alpine-Renault               | 57   | +58"123      | 8       | 2     |
| 10  | 20 | Kevin Magnussen  | Haas-Ferrari                 | 57   | +1'02"945    | 4       | 1     |
| 11  | 22 | Yuki Tsunoda     | AlphaTauri-Honda RBPT        | 57   | +1'04"309    | 17      |       |
| 12  | 18 | Lance Stroll     | Aston Martin Aramco-Mercedes | 57   | +1'04"754    | 18      |       |
| 13  | 77 | Valtteri Bottas  | Alfa Romeo-Ferrari           | 57   | +1'11"637    | 10      |       |
| 14  | 23 | Alexander Albon  | Williams-Mercedes            | 57   | +1'12"861    | 11      |       |
| 15  | 27 | Nico Hülkenberg  | Haas-Ferrari                 | 57   | +1'14"950    | 12      |       |
| 16  | 24 | Zhou Guanyu      | Alfa Romeo-Ferrari           | 57   | +1'18"440    | 14      |       |
| 17  | 4  | Lando Norris     | McLaren-Mercedes             | 57   | +1'27"717    | 16      |       |
| 18  | 21 | Nyck de Vries    | AlphaTauri-Honda RBPT        | 57   | +1'28"949    | 15      |       |
| 19  | 81 | Oscar Piastri    | McLaren-Mercedes             | 56   | +1 giro      | 19      |       |
| 20  | 2  | Logan Sargeant   | Williams-Mercedes            | 56   | +1 giro      | 20      |       |

Max Verstappen riceve un punto addizionale per aver segnato il giro più veloce della gara.

## Classifiche mondiali

### Piloti
| Pos | Pilota           | Punti |
| --- | ---------------- | ----- |
| 1   | Max Verstappen   | 119   |
| 2   | Sergio Pérez     | 105   |
| 3   | Fernando Alonso  | 75    |
| 4   | Lewis Hamilton   | 56    |
| 5   | Carlos Sainz Jr. | 44    |
| 6   | George Russell   | 40    |
| 7   | Charles Leclerc  | 34    |
| 8   | Lance Stroll     | 27    |
| 9   | Lando Norris     | 10    |
| 10  | Pierre Gasly     | 8     |
| 11  | Nico Hülkenberg  | 6     |
| 12  | Esteban Ocon     | 6     |
| 13  | Valtteri Bottas  | 4     |
| 14  | Oscar Piastri    | 4     |
| 15  | Zhou Guanyu      | 2     |
| 16  | Yuki Tsunoda     | 2     |
| 17  | Kevin Magnussen  | 2     |
| 18  | Alexander Albon  | 1     |

### Costruttori
| Pos | Costruttore                  | Punti |
| --- | ---------------------------- | ----- |
| 1   | Red Bull Racing-Honda RBPT   | 224   |
| 2   | Aston Martin Aramco-Mercedes | 102   |
| 3   | Mercedes                     | 96    |
| 4   | Ferrari                      | 78    |
| 5   | McLaren-Mercedes             | 14    |
| 6   | Alpine-Renault               | 14    |
| 7   | Haas-Ferrari                 | 8     |
| 8   | Alfa Romeo-Ferrari           | 6     |
| 9   | AlphaTauri-Honda RBPT        | 2     |
| 10  | Williams-Mercedes            | 1     |

## Decisioni della FIA
Al termine della gara, Sergio Pérez viene convocato dai commissari sportivi per essersi presentato in ritardo prima dell'inizio del giro di pista della parata dei piloti. Il pilota messicano della Red Bull Racing riceve una reprimenda.